# Maria Zell (Kirchenthumbach)
Die römisch-katholische Berg- und Wallfahrtskirche Maria Zell in der Oberpfälzer Gemeinde Kirchenthumbach im Landkreis Neustadt an der Waldnaab gehört zur „Pfarrgemeinde Mariä Himmelfahrt“ von Kirchenthumbach.

## Geschichte
Die Kirche wurde 1714 von Johann Friedrich Eisenhut, kaiserlicher Montierungslieferant, gestiftet, der bei einer Reise von Wien nach Graz auf dem Wienerberg am 17. Oktober 1714 von Straßenräubern überfallen wurde und in seiner Not gelobt hat, ein Gnadenbild nach der Mariazeller Muttergottes anfertigen und in einer Kirche, die bei Thumbach errichtet werden soll, zu stiften. Diese Geschichte wird auf einem Votivbild, angebracht an der heutigen Chorbrüstung der Kirche, erzählt.
Obwohl die Kirchenrechnungen fehlen, nimmt man an, dass die Kirche unter Pfarrer Nebenhög errichtet wurde. In der Zeit ihrer Gründung war die Kapelle sehr einfach ausgestattet, wobei das Gnadenbild der bedeutsamste Ausstattungsgegenstand war. Dazu kam ein hölzerner Opferstock. Messen durften damals nicht zelebriert werden. Der Opferstock ist mehrmals ausgeraubt worden, sodass man sich entschlossen hat, diesen mit Blech auszuschlagen, mit einem Schraubenschloss zu versehen und besser zu befestigen. Die jüngste Schwester des Johann Friedrich Eisenhut namens Kunigunda (getauft am 1. April 1686) hat in die Familie Vichtel eingeheiratet und zu ihren Lebzeiten die Pflegschaft für die Kapelle übernommen.
Nach dem Tod des Stifters fiel die Sorge um die Kapelle der Gemeinde zu. Aus Opfergaben und einer Stiftung der Witwe Schwemmer konnten zwei Kirchenverweser und der Marktschreiber mit je 15 Kreuzer im Jahr entlohnt werden. Da die Kirche bald ein beliebter Wallfahrtsort wurde, kam der Wunsch auf, dass hier auch eine Messe gelesen werden sollte. Die Diözese Regensburg wollte das aber nur gestatten, wenn die Kapelle erweitert werde. Da die Kirche über ein Vermögen von 130 Gulden hatte und durch eine Sammlung weitere 216 Gulden zusammen kamen (185 Gulden wurden zu niedrigem Zins geliehen), wurde 1753 unter Pfarrer Weißbach das Werk begonnen. 1756 war der Rohbau fertig, hatte aber 1320 Gulden verschlungen; der Landsasse von Metzenhof und weitere Bürger beteiligten sich an einem Fundationsfond, der durch jährliche Kollekten abgetragen werden sollte.
Die ursprüngliche Kapelle wurde nicht abgetragen, sondern in eine Sakristei umgewandelt. Neben den ersten Ausstattungsgegenständen kamen ein großer Rokokoaltar, eine Kanzel, zwei Beichtstühle und Betstühle, angefertigt von dem Schreiner Johann Eckmann aus Kemnath, hinzu. 1759 schenkten durchmarschierende preußische Soldaten der Kirche einen kleinen Geldbetrag und zwei Italiener spendeten eine Ampel aus Messing. Am 21. Oktober 1760 wurde die Kirche eingeweiht, Gottesdienste durften nun mit Ausnahme der Sonn- und Feiertage abgehalten werden, für den Sonntag nach Mariä Geburt gab es eine Sondererlaubnis. Aus Rom kam auch noch das Zugeständnis eines jährlich gewährten vollkommenen Ablasses. 1765 haben die Bürger einen besseren Weg auf den Berg gebaut und zwölf Linden gepflanzt. 1777 wurde der Zimmermeister Valentin Hammer mit der Anfertigung eines Dachreiters beauftragt. Glockengießer Johann Silvius Kleeblatt aus Amberg lieferte zwei Glocken, zusammen 216 Pfund schwer und ebenso teuer.
Zu der Kirche entwickelte sich eine florierende Wallfahrt, durch die reichlich Geld zusammenkam. 1790 hatte man geplant, einen Kreuzweg zur Kirche zu bauen; dies konnte damals nicht verwirklicht werden, da am 26. August 1790 französische Truppen durchzogen und alles Geld der Kirchen plünderten. Zudem ist 1793 mehrmals in die Kirche eingebrochen worden und die Opferstöcke sind ausgeraubt worden. Im Jahre 1800 wurde die Bergkirche zeitweise zu einem Pulvermagazin umfunktioniert, das Gnadenbild wurde in die Pfarrkirche von Kirchenthumbach transferiert und die zahlreichen Gottesdienste der Bergkirche einschließlich des päpstlichen Ablasses wurden ebenfalls auf die Pfarrkirche übertragen. 1852 wurde aufgrund eines Gelübdes einer Frau Katharina Diepold mit der Errichtung eines Kreuzweges zur Bergkirche begonnen. Der Maler Seitz aus Auerbach lieferte die 14 auf Gussplatten gemalten Bilder, der Maurermeister Schwemmer lieferte die Steine, zudem wurden weitere Lindenbäume gepflanzt und die begonnene Alle bis zur 1. Kreuzwegstation vervollständigt. Am 23. Juli 1865 konnte der Kreuzweg eingeweiht werden. 1962 wurde die Kirchenthumer Lindenallee zu einem nationalen Naturdenkmal erhoben.

## Ausstattung
Altar, Kanzel, Kirchenstühle und Beichtstühle sind Arbeiten des Rokoko. Der Hauptaltar mit zwei Säulen zeigt in der Mitte die Kopie des Muttergottesbildes aus dem steirischen Mariazell. Sein Rahmen enthält fünf Engelsköpfe und einen Strahlenkranz. Im Altaraufsatz ist eine Darstellung der hl. Dreifaltigkeit. Neben dem Altar stehen Figuren des hl. Georg und des hl. Florian. An der Rückwand der Kanzel stellt ein Bild Jesus den guten Hirten dar.
In zwei Nischen im Eingangsbereich stehen neuere Statuen der unbefleckten Maria und der hl. Theresa vom Kinde Jesu. 2013 wurde eine Statue des hl. Josef mit Jesuskind, geschaffen 1932 von dem Bildhauer Maximilian Roider aus Regensburg für die alte Pfarrkirche, vor der Kanzel aufgestellt.
Die Kirche wurde 1937 renoviert, wobei Fresken über den Ursprung der Wallfahrt aufklären, den Überfall auf den Reisenden Friedrich Eisenhut im Jahr 1714. Vier musizierende Engel sowie 14 monochrome Symbole der Lauretanischen Litanei sind von dem Kunstmaler Josef Wittmann damals geschaffen worden. Über der Orgel ist eine Wallfahrtsszene zur Kirche dargestellt, in der Bildmitte wird die Mariazeller Gottesmutter, die von zwei Engeln getragen wird, dargestellt.
Die Fenster im Altarraum wurden von der Hofglasmalerei Georg Schneider hergestellt. Die Bilder stellen den hl. Konrad und die hl. Notburga dar. Der Knabe im Gefolge des hl. Konrad ist Karl Schmidt, der 1933 bei einem Motorradunfall schwer verletzt wurde und 1935 verstorben ist.

## Baulichkeit
Die Bergkirche ist eine 20 m lange und elf m breite Saalkirche mit einem Satteldach. Die Höhe bis zur Traufe beträgt sechs Meter. Der Chor ist seitlich abgerundet, die Kirche besitzt einen Dachreiter mit einer Zwiebelhaube. Die angebaute Sakristei (5 × 4,25 m) ist die ursprüngliche Maria-Zell-Kapelle von 1714. An der Ostseite befindet sich eine barocke Fassade mit sichtbaren Quadersteinen, dem Eingangsportal, vier runden Fenstern und der mittig in das Mauerwerk eingesetzten Muttergottesfigur.
1958 wurde die Kirche erneut renoviert, dabei wurde ein neuer Dachreiter mit Zwiebelturm aufgesetzt und zwei Stahlglocken von 1921 aufgehängt. An der vorderen Fassade ist eine Nische mit einer steinernen Maria aus dem Jahr 1767. Eine umfassende Innen- und Außenrenovierung fand von 1995 bis 1997 statt.
Am Sonntag nach Mariä Geburt wird hier das Bergfest mit einer Lichterprozession gefeuert.

## Orgel
Die erste Orgel wurde 1764 aus Ebnath geliefert. Der Spieltisch von 1907 stammt von der Orgelbaufirma Martin Binder & Sohn aus Regensburg. Die Orgel besitzt ein Manual und vier klingende Register.